# Aecidium ranunculi-depressi
Aecidium ranunculi-depressi är en svampart som beskrevs av G. Cunn. 1930. Aecidium ranunculi-depressi ingår i släktet Aecidium, ordningen Pucciniales, klassen Pucciniomycetes, divisionen basidiesvampar och riket svampar.   Inga underarter finns listade i Catalogue of Life.